# Sigurd Westman
Bror Sigurd Westman, född 19 juli 1878 i Norrköping, död 28 december 1961, var en svensk präst.  
Efter folkskollärarexamen 1899 blev Westman teologie kandidat 1909, prästvigdes samma år och avlade disputationsprov 1926. Han blev adjunkt i Stockholm 1910, biträdande pastor vid Stockholms stadsmission samma år, vid Ersta diakonianstalt 1911, socialsekreterare i Diakonistyrelsen 1916, pastor vid S:t Johanneskyrkan i Göteborg 1918, kyrkoherde i Helsingborgs Maria församling 1927–49, prost 1942 och kontraktsprost 1948. 
Westman var inspektor vid högre allmänna läroverket för gossar från 1927 och vid högre flickskolan i Helsingborg från 1944, vice ordförande i kyrkofullmäktige, ordförande i Helsingborgs samfällda kyrkoråd och i Allmänna Svenska Prästföreningens Luggude-Bjäre-Åsbo-krets, förste vice ordförande i styrelsen för Vanföreanstalten i Helsingborg från 1941, vice ordförande i Lunds teologiska sällskap, Lunds domkapitels representant i Helsingborgs folkskolstyrelse, suppleant i Lunds stiftsråd, vice ordförande i Lunds stifts sjömansvård, ordförande i Maria församlings kyrkoförening, Stiftelsen Mors vila, Familjen Erik Bancks stiftelse Mariagården och Stiftelsen Hälsingborgs sjömansgård.